# Астахов Ернест Дмитрович
Ернест Дмитрович Астахов (нар. 21 серпня 1998, Дніпропетровськ, Україна) — український футболіст, захисник.

## Клубна кар'єра

### Ранні роки
Народився в Дніпропетровську. З 2007 по 2015 рік виступав у ДЮФЛУ за дніпропетровський «Інтер» та «Дніпро». Дорослу футбольну кар'єру розпочав на аматорському рівні. З 2015 по 2016 рік виступав у чемпіонаті Дніпропетровської області за «Інтер» (Дніпропетровськ), «Петриківка» (Петриківка) та «Нікополь».

### «Нікополь» та «Кремінь»
У липні 2016 року підписав контракт з «Нікополем». Дебютував на професіональному рівні 20 липня 2016 року в програному (1:3) виїзному поєдинку 1-го попереднього раунду кубку України проти роменського «Агробізнес TSK». Ернест вийшов на поле в стартовому складі та відіграв увесь матч, а на 77-ій хвилині отримав жовту картку. У Другій лізі України дебютував 24 липня 2016 року в програному (0:3) виїзному поєдинку проти одеської «Жемчужини». Астахов вийшов на поле в стартовому складі, а на 82-ій хвилині його замінив Сергій Донець. У футболці «городян» провів два сезони, за цей час у Другій лізі України зіграв 41 матч, ще 3 матчі зіграв у кубку України.
На початку квітня 2019 року приєднався до «Кременя». У футболці кременчуцького клубу дебютував 22 липня 2018 року в переможному (2:0) домашньому поєдинку 1-го туру групи Б Другої ліги України проти новокаховської «Енергії». Ернест вийшов на поле в стартовому складі та відіграв увесь матч. У жоітні 2019 року розірвав угоду з «Кременем» й перебував без клубу. У березні 2020 року повернувся до кременчуцького клубу. Загалом у складі кременчужан зіграв 25 матчів у чемпіонатах України та провів 2 поєдинки у кубку країни.

### «Торпедо-БелАЗ»
На початку липня 2020 року уклав договір з «Торпедо-БелАЗ». У футболці жодинського клубу дебютував 6 квітня 2021 року в нічийному (0:0) виїзному поєдинку кубку Білорусі проти дзержинського «Арсеналу». Астахов вийшов на поле в стартовому складі та відіграв увесь матч. У Вищій лізі Білорусі дебютував 25 квітня 2021 року в нічийному (1:1) виїзному поєдинку 6-го туру проти ФК «Гомеля». Ернест вийшов на поле в стартовому складі, на 49-ій хвилині отримав жовту картку, а на 64-ій хвилині його замінив Михайло Афанасьєв.

## Кар'єра в збірній
Навесні 2019 року отримав виклик до складу студентської збірної України з футболу для участі у Всесвітній універсіаді в Італії.

## Досягнення
«Кремінь»
- Друга ліга України
  -  Чемпіон (1): 2018/19